# مارك كارلسون
مارك كارلسون (بالإنجليزية: Mark Carlson)‏ هو ملحن أمريكي، ولد في 13 يونيو 1952.

## وصلات خارجية
- مارك كارلسون على موقع ميوزك برينز (الإنجليزية)